# 빌레 펠토넨
빌레 사카리 펠토넨(핀란드어: Ville Sakari Peltonen, 1973년 5월 24일~)은 핀란드의 아이스하키 선수, 지도자로 현역 시절 포지션은 레프트윙이다. 현재 핀란드 SM리가의 팀인 HIFK의 감독을 맡고 있다.
HIFK에서 프로 선수 경력을 시작했고 내셔널 하키 리그(NHL)의 산호세 샤크스, 내슈빌 프레더터스, 플로리다 팬서스 소속으로 활동했다. 그는 1993년 NHL 드래프트에서 산호세 샤크스의 지명을 받았고 NHL 정규 리그 382경기를 뛰었다. 이 밖에 프뢸룬다, 요케리트, 루가노, 디나모 민스크 소속으로 뛰었으며 선수 경력 말기에는 다시 HIFK 소속으로 돌아와 주장을 맡았다.
그는 국제 대회에 핀란드 대표팀의 일원으로 뛰었다. 그는 동계 올림픽 아이스하키에서 가장 많은 메달을 획득한 선수 중 한 명으로 은메달 1개, 동메달 3개를 획득했다. 또한 세계 아이스하키 선수권 대회에서 금메달 1개(1995), 은메달 4개, 동메달 3개를 획득하면서 총 8개의 메달을 획득했다. 펠토넨은 1993년부터 2012년까지 핀란드 국가대표팀 소속으로 뛰었으며 국제 경기 261경기 출전하여 182득점(81골, 101어시스트)을 기록했다.
현역 은퇴 후 아이스하키 지도자가 되었으며 HIFK 주니어팀의 코치와 핀란드 국가대표팀 코치를 맡았다. 2018년에 로잔 HC의 감독으로 취임하여 감독 경력을 시작했고 2021년에 HIFK의 감독이 되어 현재까지 감독직을 수행하고 있다.
펠토넨은 2014년에 핀란드 아이스하키 명예의 전당, 2016년에 국제 아이스하키 명예의 전당에 헌액되었으며 같은 해에 그의 등번호 16번이 핀란드 국가대표팀의 영구 결번이 되었다.